# Locha hyalina
Locha hyalina là một loài bướm đêm trong họ Geometridae.